# Dan Sullivan
Daniel Scott Sullivan (Fairview Park, 13 de novembro de 1964) é um político norte-americano filiado ao Partido Republicano. É senador dos Estados Unidos pelo estado do Alaska desde 6 de janeiro de 2015.
Natural de Fairview Park, Ohio, formou-se pelas universidades de Harvard e Georgetown. Foi estagiário do Tribunal de Apelações do Distrito de Colúmbia. Após se formar, em 1993, entrou para a Marinha dos Estados Unidos, permanecendo ali até 1997. Desde então, faz parte da reserva do Corpo de Fuzileiros Navais dos Estados Unidos.
Entre 2009 a 2010, foi procurador-geral do Alaska. Entre 2010 a 2013 atuou como comissário do Departamento de Recursos Naturais do Alasca, renunciando ao cargo para concorrer ao senado. Em agosto de 2014, venceu a primária republicana para o senado, derrotando o vice-governador Mead Treadwell e  Joe Miller, candidato ao senado em 2010. Após uma disputa acirrada, derrotou o senador democrata Mark Begich na eleição geral por 47,96%-45,83%.